# رينا ايزاوا
رينا ايزاوا (باليابانية: 逢沢りな) هي عارضة وعارضة أزياء وممثلة يابانية، ولدت في 28 يوليو 1991 بطوكيو في اليابان.

## وصلات خارجية
- رينا ايزاوا على موقع IMDb (الإنجليزية)
- رينا ايزاوا على موقع ميوزك برينز (الإنجليزية)
- رينا ايزاوا على موقع قاعدة بيانات الفيلم (الإنجليزية)